# デスベントゥラダス諸島

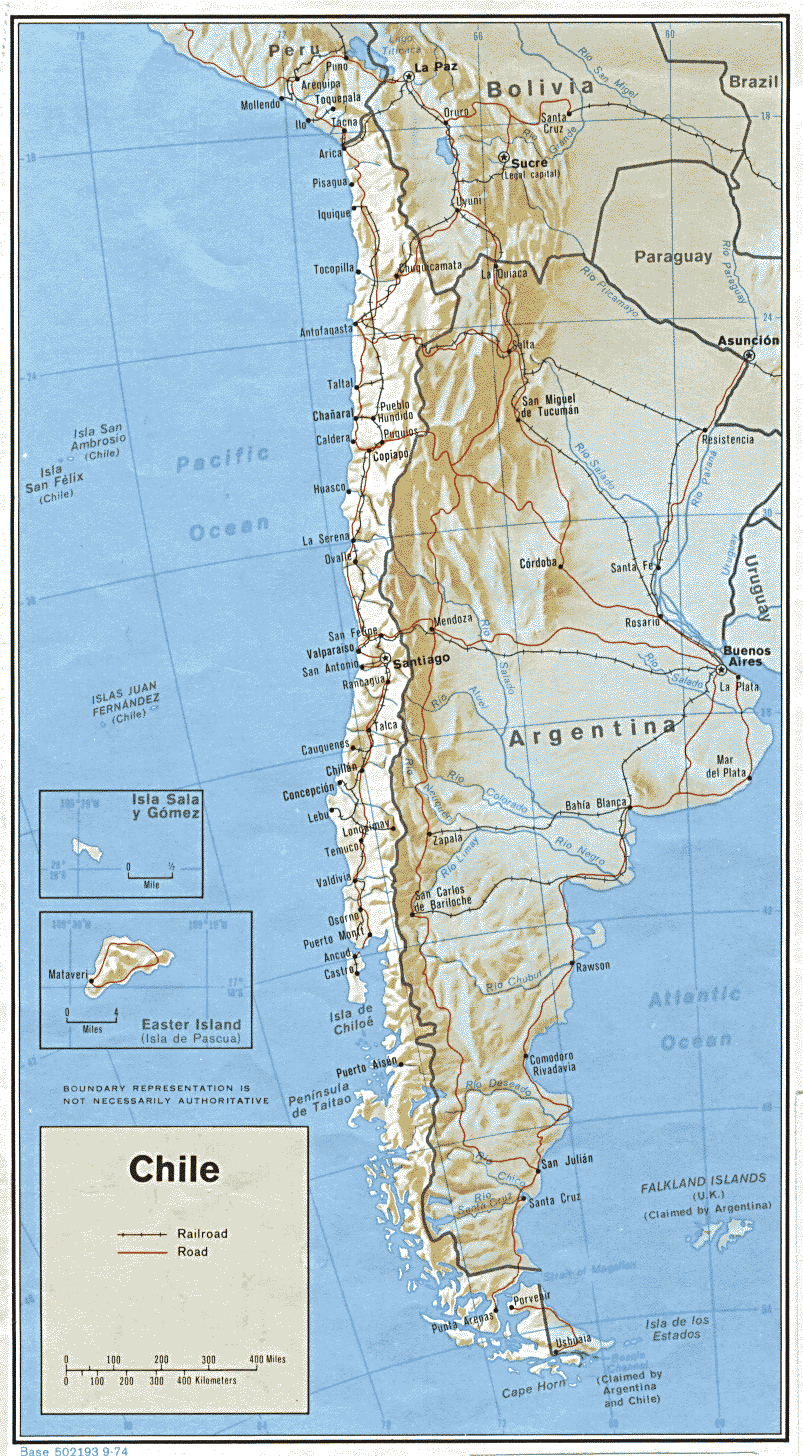
チリの地図。Pacific Oceanの文字の左にデスベントゥラダス諸島がある。

デスベントゥラダス諸島（デスベントゥラダスしょとう、スペイン語: Islas Desventuradas）はチリの沖約850kmの太平洋に浮かぶ島であり、チリのバルパライソ州に属している。デスベントゥラダス諸島はサン・フェリクス島とサン・アンブロシオ島およびいくつかの岩からなる。面積は合計で10.3km2であり、標高はサン・フェリクス島193m、サン・アンブロシオ島が479mである。この諸島は火山起源である。